# 23408 Beijingaoyun
23408 Beijingaoyun (tên chỉ định: 1977 TU3) là một tiểu hành tinh vành đai chính. Nó được phát hiện ở Đài thiên văn Tử Kim Sơn ở Nanjing, China, ngày 12 tháng 10 năm 1977. Its name commemorates 2008 Summer Olympics held ở Bắc Kinh.